# Marcia Sherlon Barnwell
Marcia Sherlon Barnwell ist eine Politikerin aus St. Vincent und die Grenadinen.
Barnwell ist seit den Parlamentswahlen 2015 Senatorin der Opposition im House of Assembly. Sie ist Mitglied der New Democratic Party.